# Riverside Church

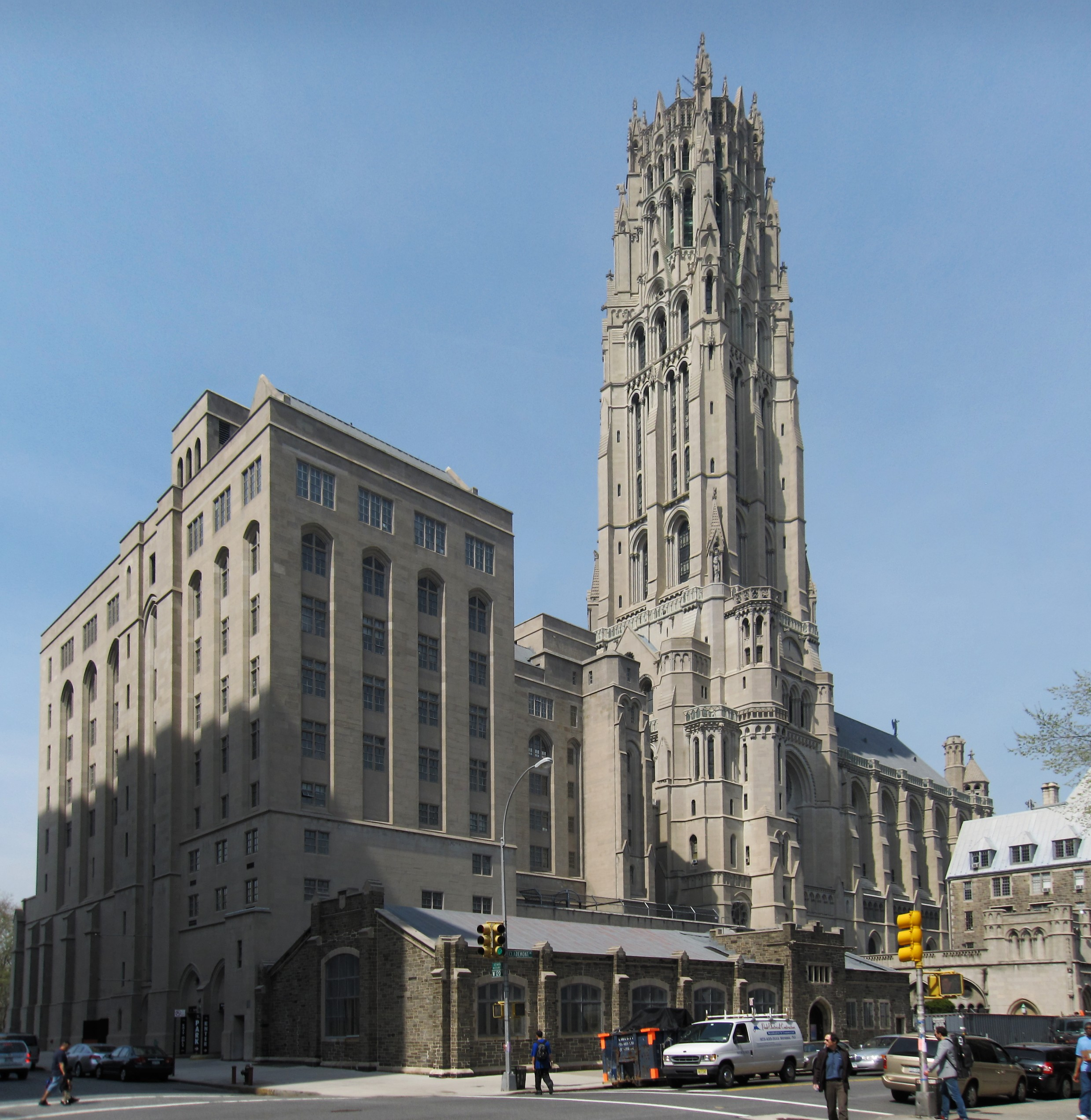
Riverside Church

Riverside Church

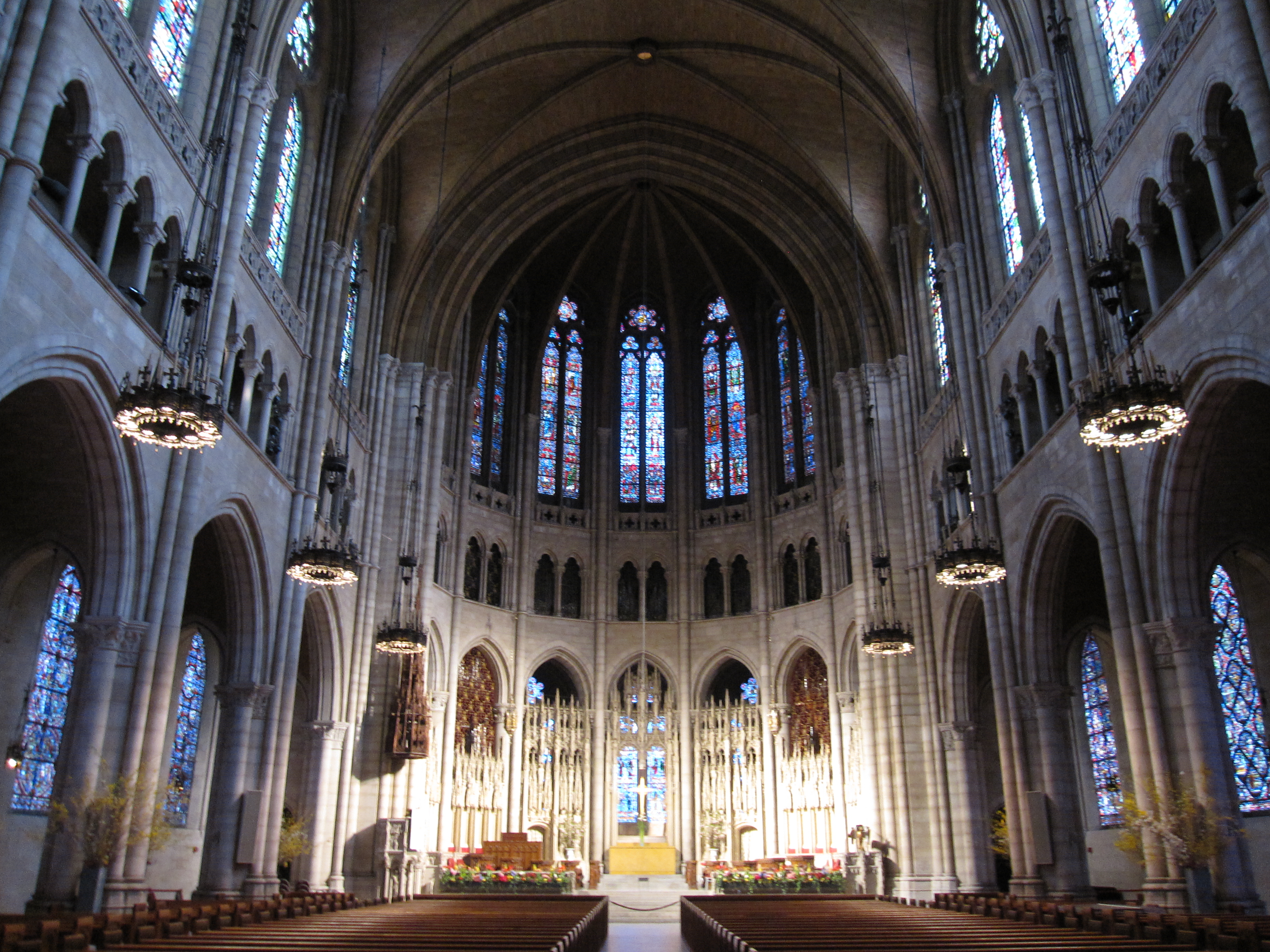
Innenansicht der Kirche mit Apsis und Obergaden

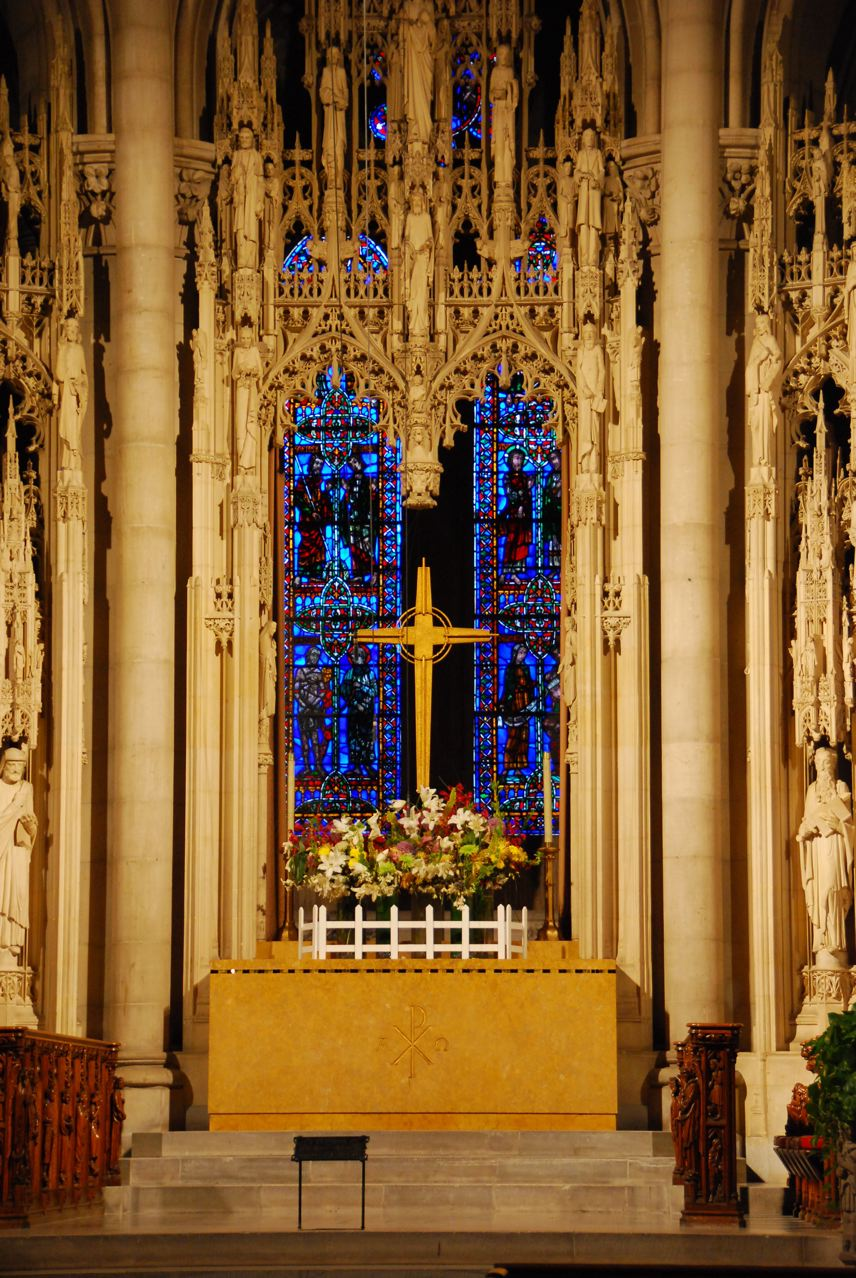
Altar

Die Riverside Church ist eine Kirche in New York City und bezeichnet gleichermaßen eine überkonfessionelle Kirchengemeinde, die sowohl der American Baptist Church als auch der United Church of Christ angeschlossen ist, als auch das neugotische Gebäude, das von dieser Gemeinde genutzt wird, und sich zwischen dem Riverside Drive und der Claremont Avenue sowie zwischen der 120. und der 122. Straße befindet; damit grenzt es an die Viertel Morningside Heights und Harlem der Upper West Side in Manhattan. Die Kirche ist nicht nur wegen ihrer bemerkenswerten Architektur, sondern auch als ein Zentrum der Förderung linker politischer Ideen und progressiver sozialer Projekte bekannt.

## Geschichte
Zu Beginn des 20. Jahrhunderts debattierten Mitglieder christlicher Gemeinden in New York City über die Zukunft ihres Glaubens. Einige predigten einen Fundamentalismus im Stil von William Jennings Bryan und wollten die Bibel streng und wörtlich interpretieren. Andere jedoch waren Anhänger eines Modernismus, sahen in Jesus den Inbegriff des gesellschaftlichen Reformers, dem sie nacheifern wollten und forderten eine aktive Beteiligung der Kirche an weltlichen Angelegenheiten. Vertreter der diesen Werten verpflichteten Gruppe, darunter John D. Rockefeller, Jr. und der modernistische baptistische Pfarrer Harry Emerson Fosdick, entschieden sich 1922, eine Kirchengemeinde in New York City zu gründen.
Die Kirche sollte drei Hauptprinzipien zum Ausdruck bringen, die von Rockefeller und Fosdick befürwortet wurden: sie sollte überkonfessionell, eine große Kirche innerhalb eines für die Stadt wichtigen Stadtviertels und für alle offen sein, die an Jesus Christus glauben. Anhand dieser Voraussetzungen kaufte Rockefeller ein Grundstück und im Dezember 1927 wurde mit dem Bau begonnen, der etwa sechs Jahre später vollendet wurde. Am Sonntag, dem 5. Oktober 1930, hielt Fosdick seine erste Predigt in dem neuen Kirchengebäude mit 2.408 Plätzen, und am 6. Oktober berichtete die Time ausführlich darüber.
Im Lauf ihrer Geschichte wurde die neugotische Riverside Church nicht nur zu einem touristischen Anziehungspunkt, sondern auch zu einem wichtigen Zentrum lebhaften gesellschaftlichen Diskurses. Ihre Kanzel hat schon viele Berühmtheiten gesehen: Martin Luther King äußerte hier seinen Unmut über den Vietnamkrieg, Nelson Mandela sprach hier anlässlich seines ersten Besuchs der USA nach seiner Entlassung aus dem Gefängnis, UNO-Generalsekretär Kofi Annan nahm zu den Angriffen des 11. September 2001 Stellung, und Fidel Castro hielt hier während eines seiner sehr seltenen Besuche in den USA eine Ansprache.
James A. Forbes war Hauptpfarrer von 1989 bis zu seiner Pensionierung 2007. Newsweek nannte ihn einen der zwölf wirkungsmächtigsten englischsprachigen Prediger; die afroamerikanische Zeitschrift Ebony würdigte ihn als einen der besten schwarzen Pfarrer überhaupt. Forbes Vorgänger als Hauptpfarrer der Kirche war der berühmte Rev. William Sloane Coffin, der von 1977 bis 1987 amtierte. Im September 2008 wählte die Gemeinde nach zum Teil heftigen Diskussionen Brad Braxton (39), einen baptistischen Geistlichen, zu ihrem Hauptpastor. Braxton gilt als progressiver Evangelikaler; kritisiert wurden seine Jugend und seine, wie Kritiker sagen, afrozentristischen Ansichten. Nach nur einem knappen Jahr trat Braxton von seinem Amt zurück. Nach einer längeren Vakanz wählte die Gemeinde 2014 erstmals eine Frau, Amy K. Butler. Ihr Vertrag wurde 2019 nicht erneuert, so dass ihre Amtszeit am 1. Juli 2019 endete.

## Architektur

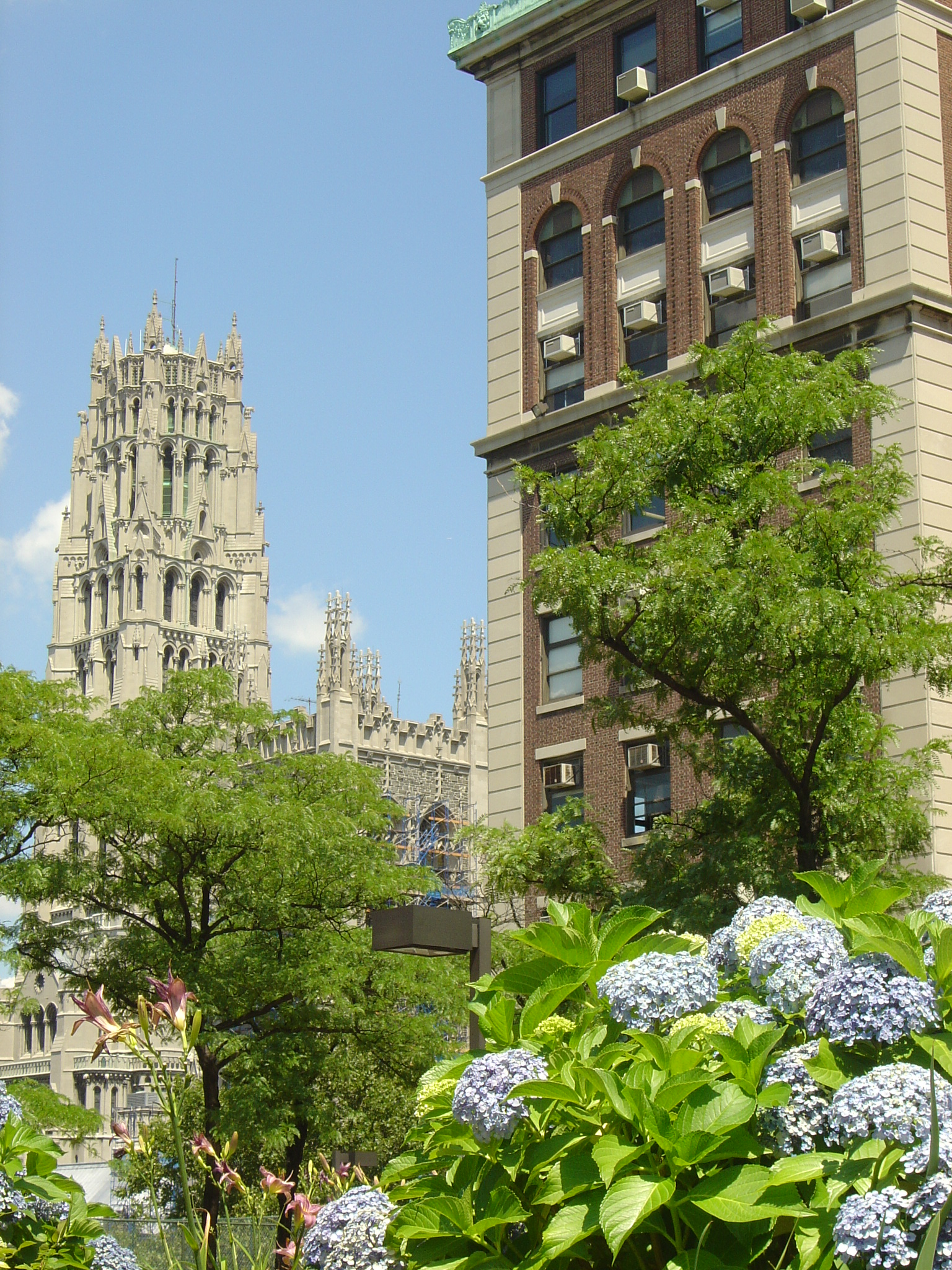
Riverside Church (links), vom Campus der Columbia University aus gesehen.

Der Entwurf der Kirche stammt vom Architekturbüro Allen, Pelton and Collens. Die Architekten Henry C. Pelton und Charles Collens wurden von Rockefeller nach Spanien und Frankreich geschickt, um ein inspirierendes Vorbild für die geplante Kirche zu finden. Sie nahmen daraufhin das Kirchenschiff der gotischen Kathedrale von Chartres aus dem 13. Jahrhundert als Modell für das Kirchengebäude. Für den Glockenturm, der die Kirche überragt, diente der Boston Stump genannte Turm der Kirche St Botolph in Boston, England, als Vorlage; die Basis des New Yorker Turms wurde allerdings auf 30,48 m (100 Fuß) mal 30,48 m gestellt und es wurde eine Stahlrahmenkonstruktion gewählt, die etwa so hoch ist wie ein 22-stöckiges Hochhaus (120 m). In den Kirchenboden ist ein Steinmuster mit einem Labyrinth eingelassen, das denjenigen in Chartres und anderen gotischen Kathedralen ähnelt. Der Bau wurde im Jahr 1926 begonnen, aber wegen eines spektakulären Feuers, das das hölzerne Baugerüst in Mitleidenschaft zog, erst am 5. Oktober 1930 mit einem Gottesdienst am Hauptaltar eingeweiht.
Das Strebewerk ist rein dekorativ, da das Gebäude vom Stahlrahmen gestützt wird; das Gewicht der Strebebögen wäre auch nicht ausreichend, um die Last des Gewölbes auszugleichen. Die Verfasser des WPA Guide to New York City notierten 1939: „ihre geringe Größe lässt das Gebäude selbst kleiner erscheinen als es ist, so dass seine Dimensionen selbst aus der Nähe kaum beeindruckend wirken“.
Das südliche Hauptportal an der Basis des Turms wurde in Anlehnung an die Porte Royale von Chartres erbaut, mit einer Skulptur des thronenden Christus im Tympanon, der von den Symbolen der Evangelisten flankiert wird. Um den Eingang herum sind in konzentrischen Bögen Standbilder bedeutender Persönlichkeiten aus Religion und Philosophie angeordnet, zu denen sich noch große Wissenschaftler hinzugesellen.
Von Anfang an wurde die Kirche als ein komplexes soziales Dienstleistungszentrum konzipiert und verfügt über Tagungsräume, eine Kindertagesstätte, einen Kindergarten, Bücherei, Auditorium und Turnhalle.

## Ausstattung

### Orgel

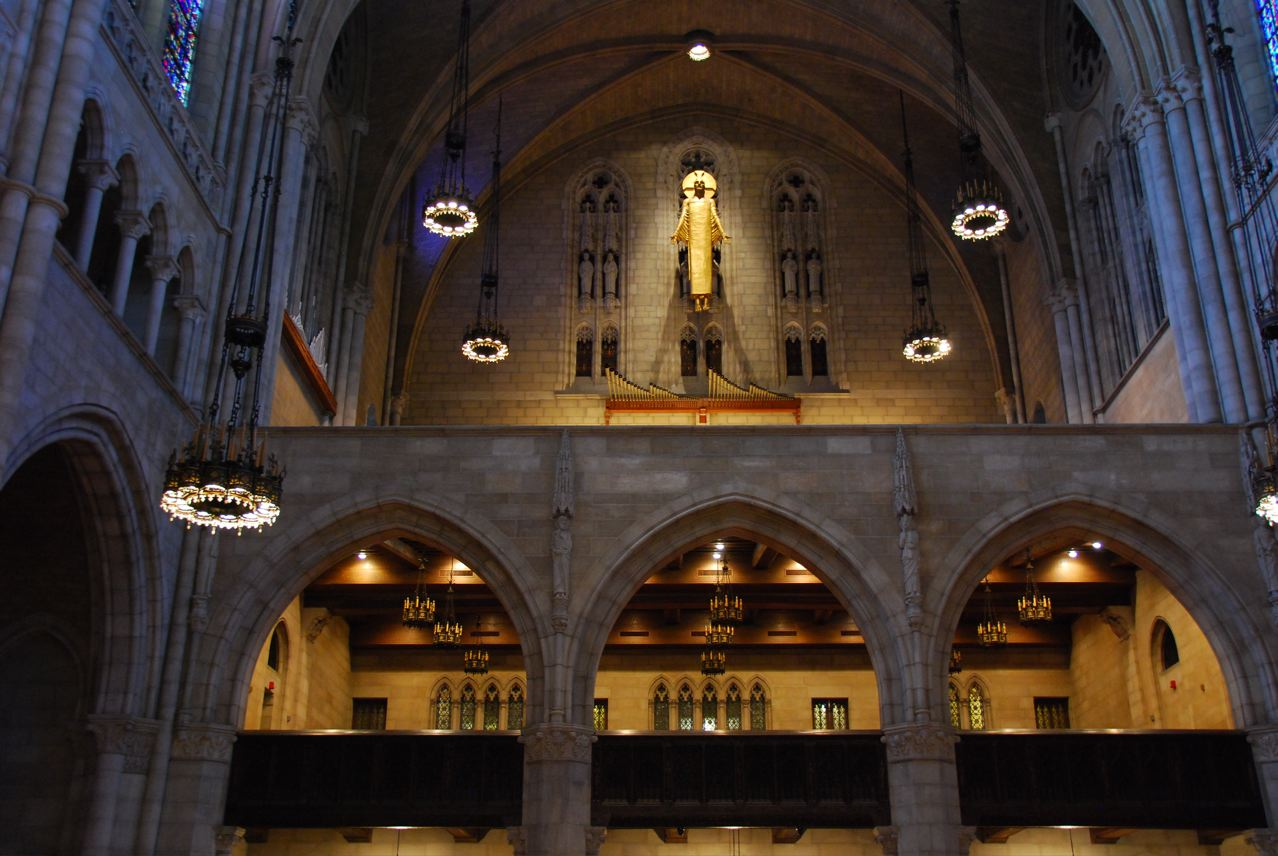
Der hintere Bereich des Kirchenschiffs, mit Emporen, Orgel, und Christusfigur

Die Orgelanlage der Riverside Church geht zurück auf zwei Instrumente, die 1927–1930 von der Orgelbaufirma Hook & Hastings aus Boston erbaut und mit der Einweihung der Kirche im Jahre 1930 in Gebrauch genommen wurden. Die beiden Instrumente befinden sich im Altarraum (Chancel Organ) und auf der Westempore (Gallery Organ). 1948 erhielt die Orgel im Altarraum einen neuen fünfmanualigen Spieltisch von Aeolian-Skinner, und von 1953 bis 1954 wurde die gesamte Orgel durch diese Firma erneuert.
1964 wurde auch die Orgel auf der zweiten Empore durch ein Werk von Aeolian-Skinner ersetzt und alle Orgelpfeifen neu intoniert. 1966–67 baute Anthony A. Bufano einen neuen, ebenfalls fünfmanualigen Spieltisch; im selben Zeitraum nahm Gilbert F. Adams größere Veränderungen an der Intonation vor. Dazu gehörten auch der Einbau eines Positivs, neue Pfeifen für das Bombarde-Register, neue Prinzipal-Stimmen im Haupt- und im Schwellwerk sowie neue oder neu intonierte Zungenpfeifen in fast allen Werken. Gleichzeitig erhielt die Orgel auf der Empore einen überarbeiteten viermanualigen Spieltisch der Firma Austin.
Bufano spendete 1978 das Trompeta Majestatis-Register (Spanische Trompete), das von der Orgelbaufirma Möller gebaut und durch Adolph Zajic intoniert wurde, zum Andenken an seine Mutter. Zwei Jahre später kam das Grand Chorus-Werk hinzu (1980), und in das Pedalwerk der Orgel im Altarraum wurden neue Prinzipalstimmen eingebaut. 1994 erhielt die Orgel eine elektronische Setz- und Spielhilfe (Solid State Logic multi-level combination action), und der Spieltisch wurde neu verdrahtet. Im Sommer 1995 wurde die trockene und schwierige Akustik der Kirche durch das Aufbringen von zehn Lagen Farbe im Gewölbe verbessert. Unter der Aufsicht des damaligen Orgelkonservators Robert Pearson wurde die gesamte Orgel daraufhin gesäubert, gestimmt und auf die neuen akustischen Verhältnisse hin intoniert. Die Orgel zählt zu den größten Orgeln in den USA.
Die Orgelanlage hat heute 149 Register (207 Pfeifenreihen) auf fünf Manualen und Pedal, zuzüglich etlicher transmittierter und extendierter Register. Die Spiel- und Registertrakturen sind elektro-pneumatisch.

| I Choir Organ C–c4           |        |
| Quintaton                    | 16′    |
| Viola Pomposa                | 8′     |
| Viola Celeste                | 8′     |
| Dulcet II                    | 8′     |
| Concert Flute                | 8′     |
| Cor de Nuit                  | 8′     |
| Erzähler                     | 8′     |
| Erzähler Celeste             | 8′     |
| Prinzipal                    | 4′     |
| Koppelflöte                  | 4′     |
| Rohr Nasat                   | 2 ⁄3′  |
| Zauberflöte                  | 2′     |
| Tierce                       | 1 3⁄5′ |
| Larigot                      | 1 ⁄3′  |
| Sifflöte                     | 1′     |
| Cornet V (Gruppenzug)        | 8′     |
| Mixtur III–IV                | 1′     |
| Zimbel III                   | 1⁄4′   |
| Jeu de Clochette II          | 2⁄5′   |
| Serpent                      | 16′    |
| Petite Trompette             | 8′     |
| Krummhorn                    | 8′     |
| Rohr Schalmei                | 4′     |
| Festival Trumpet (aus Bomb.) | 8′     |
| Tremulant                    |        |
| Harp                         |        |
| Celesta                      |        |
| Nachtigall                   |        |

| II Great Organ C–c4           |        |
| Violone                       | 16′    |
| Diapason                      | 8′     |
| Prinzipal                     | 8′     |
| Flute Oktaviante              | 8′     |
| Holzgedackt                   | 8′     |
| Gemshorn                      | 8′     |
| Quinte                        | 5 1⁄3′ |
| Octave                        | 4′     |
| Spitzprinzipal                | 4′     |
| Flûte couverte                | 4′     |
| Octave Quinte                 | 2 ⁄3′  |
| Super Octave                  | 2′     |
| Blockflöte                    | 2′     |
| Tierce                        | 1 3⁄5′ |
| Kleine Mixtur IV              | 1 ⁄3′  |
| Fourniture V-VII              | 1 ⁄3′  |
| Scharf IV                     | 1⁄2′   |
| Grand Chorus VII (aus GalOrg) |        |
| Posaune                       | 16′    |
| Trompete                      | 8′     |
| Klarine                       | 4′     |
| Tremulant                     |        |
| Chimes                        |        |
| Harp                          |        |
| Celesta                       |        |

| III Swell Organ C–c4             |        |
| Contre Gambe                     | 32′    |
| Gambe (Ext.)                     | 16′    |
| Flûte conique                    | 16′    |
| Rohr Bordun                      | 16′    |
| Montre                           | 8′     |
| Viole de Gambe                   | 8′     |
| Viole Celeste                    | 8′     |
| Salicional                       | 8′     |
| Voix Celeste                     | 8′     |
| Rohrflöte                        | 8′     |
| Flauto Dolce                     | 8′     |
| Flute Celeste                    | 8′     |
| Prestant                         | 4′     |
| Flûte harmonique                 | 4′     |
| Unda Maris II                    | 4′     |
| Nazard                           | 2 ⁄3′  |
| Doublette                        | 2′     |
| Spillflöte                       | 2′     |
| Tierce                           | 1 3⁄5′ |
| Cornet V (Gruppenzug)            | 8′     |
| Dolce Mixture III–V              | 2′     |
| Plein Jeu IV                     | 1 ⁄3′  |
| Cymbale IV                       | 2⁄3′   |
| Contre Trompette                 | 16′    |
| Trompette                        | 8′     |
| Hautbois                         | 8′     |
| Oboe d’Amour                     | 8′     |
| Clarinet                         | 8′     |
| Menschenstimme                   | 8′     |
| Clairon                          | 4′     |
| Octave Trumpet                   | 4′     |
| Tremulant                        |        |
| Trompeta Majestatis (aus GalOrg) | 8′     |

| IV Solo Organ C–c4                 |       |
| Gambe                              | 8′    |
| Gambe Celeste                      | 8′    |
| Doppelflöte                        | 8′    |
| Orchestral Flute                   | 4′    |
| Quinte Flute                       | 2 ⁄3′ |
| Fife                               | 2′    |
| Corno di Bassetto                  | 16′   |
| Trompette Harmonique               | 8′    |
| French Horn                        | 8′    |
| English Horn                       | 8′    |
| Orchestral Oboe                    | 8′    |
| Clairon Harmonique                 | 4′    |
| Cornet des Bombardes V (aus Bomb.) | 8′    |
| Tremulant                          |       |
| Chimes Forte                       |       |
| Celesta                            |       |

| IV Positif Organ C–c4 |       |
| Prinzipal             | 8′    |
| Singend Gedeckt       | 8′    |
| Oktav                 | 4′    |
| Rohrflöte             | 4′    |
| Superoktav            | 2′    |
| Larigot               | 1 ⁄3′ |
| Mixtur V              | 1 ⁄3′ |
| Terzzymbel III        | 1⁄3′  |
| Trichter Regal        | 8′    |
| Tremulant             |       |

| V Bombarde Organ C–c4            |     |
| Mounted Cornet V                 | 8′  |
| Tremolo                          |     |
| Festival Trumpet (Ext.)          | 16′ |
| Festival Trumpet                 | 8′  |
| Tuba Mirabilis                   | 8′  |
| Trompeta Majestatis (aus GalOrg) | 8′  |
| Festival Trumpet (Ext.)          | 4′  |

| Pedal Organ C–g1                 |        |
| Contre Basse                     | 32′    |
| Contra Bourdon                   | 32′    |
| Contre Gambe (aus SW)            | 32′    |
| Contre Basse (Ext.)              | 16′    |
| Prinzipal                        | 16′    |
| Violone(aus SW)                  | 16′    |
| Gambe (aus SW)                   | 16′    |
| Flûte conique (aus SW)           | 16′    |
| Bourdon (Ext.)                   | 16′    |
| Rohr Bordun (aus SW)             | 16′    |
| Quintaton (aus Ch)               | 16′    |
| Prinzipal                        | 8′     |
| Spitz Prinzipal                  | 8′     |
| Cello (aus GT)                   | 8′     |
| Flute Oktaviante (aus GT)        | 8′     |
| Bourdon (Ext.)                   | 8′     |
| Rohrflöte (aus SW)               | 8′     |
| Quinte                           | 5 1⁄3′ |
| Choral Bass                      | 4′     |
| Nachthorn                        | 4′     |
| Flöte (aus GT)                   | 4′     |
| Rohrflöte (aus SW)               | 4′     |
| Blockflöte (aus GT)              | 2′     |
| Mixture III                      | 2 ⁄3′  |
| Cymbel III                       | 1′     |
| Harmonics VI (Ext.)              | 32′    |
| Contre Bombarde (Ext.)           | 32′    |
| Bombarde                         | 16′    |
| Rankett                          | 16′    |
| Contre Trompette (aus SW)        | 16′    |
| Serpent (aus Ch)                 | 16′    |
| Trumpet                          | 8′     |
| Rankett (Ext.)                   | 8′     |
| Clarion (Ext.)                   | 4′     |
| Trompette (aus Solo)             | 4′     |
| Rankett (Ext.)                   | 4′     |
| Trompeta Majestatis (aus GalOrg) | 8′     |
| Chimes                           |        |

| II Gallery Great Organ C–c4 |     |
| Quintade                    | 16′ |
| Principal                   | 8′  |
| Flute harmonique            | 8′  |
| Octave                      | 4′  |
| Flûte à chiminée            | 4′  |
| Fifteenth                   | 2′  |
| Fourniture IV               |     |
| Trompette                   | 8′  |
| Trompeta Majestatis         | 8′  |
| Tremulant                   |     |

| II Grand Chorus Organ C–c4 |    |
| Diapason                   | 8′ |
| Major Octave               | 4′ |
| Grand Plein Jeu V          | 2′ |

| III Gallery Swell Organ C–c4 |       |
| Bourdon                      | 16′   |
| Gedeckt                      | 8′    |
| Salicional                   | 8′    |
| Voix Celeste                 | 8′    |
| Aeoline                      | 8′    |
| Vox Angelica                 | 8′    |
| Octave Geigen                | 4′    |
| Flute Octaviante             | 4′    |
| Doublette                    | 2′    |
| Sesquialtera II              | 2 ⁄3′ |
| Plein Jeu IV                 | 1′    |
| Fagotto                      | 16′   |
| Trompette                    | 8′    |
| Hautbois                     | 8′    |
| Tremulant                    |       |

| V Celestial Organ C–c4 |       |
| Viole Aetheria         | 8′    |
| Viole Celeste          | 8′    |
| Flute celeste II       | 8′    |
| Cor de Nuit            | 8′    |
| Flute traversiere      | 4′    |
| Nasat                  | 2 ⁄3′ |
| Cor d’Amour            | 8′    |
| Cromorne               | 8′    |
| Vox humaine            | 8′    |
| Tremulant              |       |

| Organo piccolo C–c4 (vorbereitet) |       |
| Flauto                            | 8     |
| Ottave                            | 4     |
| Flauto in Ottava                  | 4     |
| Decima Quinta                     | 2     |
| Decima Nona                       | 1 ⁄3′ |
| Vigesimaseconda                   | 1     |
| Vigesimasesta                     | 2⁄3′  |
| Vigesimanon                       | 1⁄2′  |
| Ripieno                           | 2     |

| Pedal Organ C–g3          |     |
| Open Wood                 | 16′ |
| Prinzipal                 | 16′ |
| Bourdon                   | 16′ |
| Lieblich Gedeckt (aus SW) | 16′ |
| Quintade (aus Gt)         | 16′ |
| Octave                    | 8′  |
| Pommer (Ext.)             | 8′  |
| Super Octave (Ext.)       | 4′  |
| Mixture III               | 2′  |
| Grand Cornet VI (Ext.)    | 32′ |
| Bombarde                  | 16′ |
| Fagotto (aus SW)          | 16′ |
| Trompette (aus Gt)        | 8′  |

Seit 2021 ist Christopher Creaghan Organist der Kirche. Zu den ehemaligen Organisten zählen Virgil Fox (1946–1965), Frederick Swann (1966–1982), John Walker (1983–1992), Timothy Smith (1992–2008) und Christopher Johnson (2009–2021). Es gibt eine Reihe von Aufnahmen mit der Orgel und dem Riverside Chor.

### Kunst

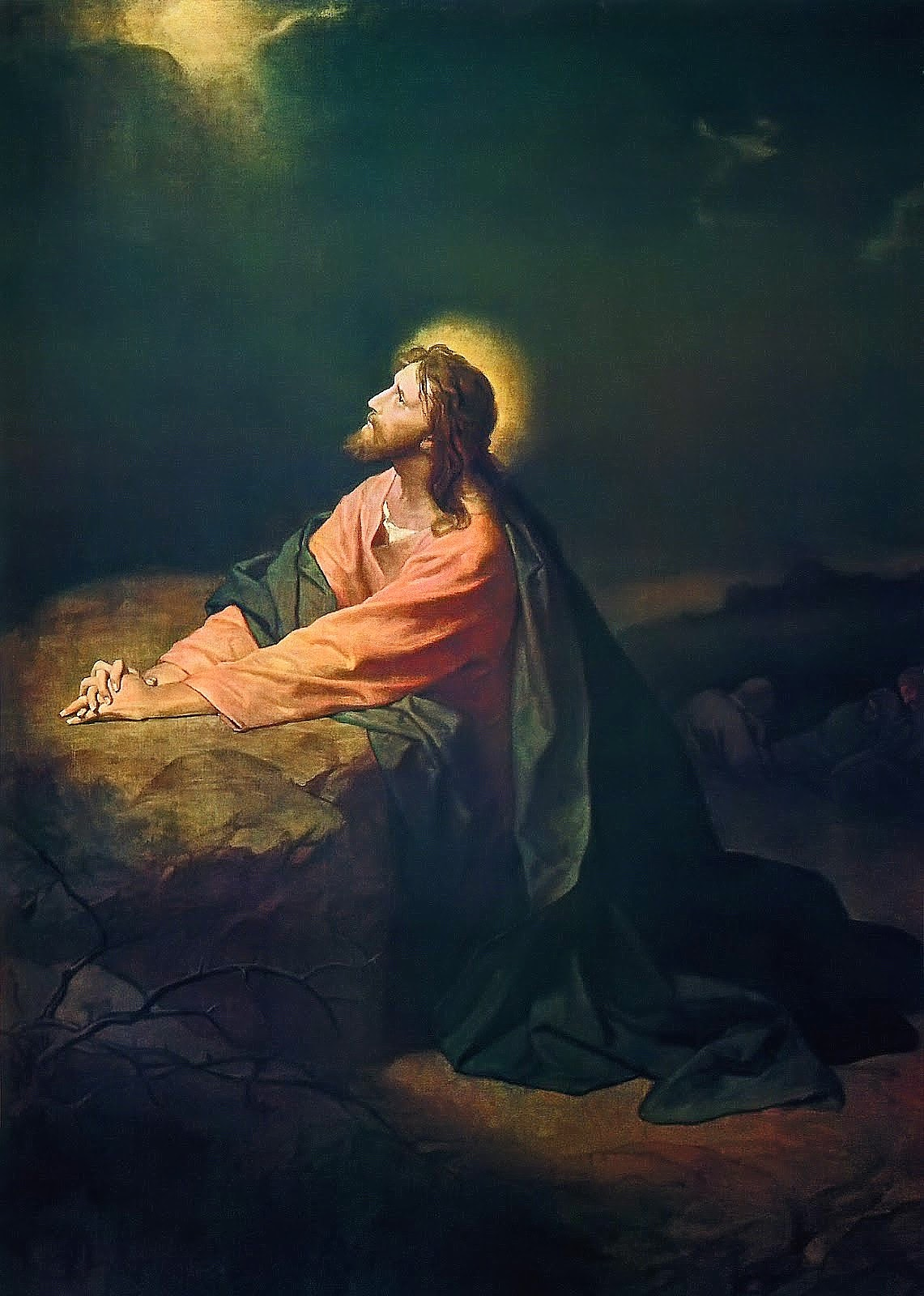
Christus in Gethsemane, von Heinrich F. Hofmann

In der Riverside Church hängen drei Gemälde von Heinrich Ferdinand Hofmann, die von John D. Rockefeller, Jr. gestiftet wurden: Der Jesusknabe im Tempel (Kopie unter Hofmanns Anleitung, teilweise von ihm selbst, 1882), Christus und der reiche Jüngling (1889) und Christus in Gethsemane (1890). Ein weiteres Gemälde Hofmanns, Bild Christi, wurde der Kirche von Elise A. Drexel gestiftet. Durch die massenhafte Verbreitung durch Drucke und Kopien in anderen Kirchen sind sie zu Ikonen des amerikanischen Protestantismus geworden.

### Carillon
Das Carillon des Kirchturms wurde von John D. Rockefeller Jr. im Gedenken an seine Mutter Laura Spelman Rockefeller gestiftet, ab 1925 installiert und in der Folge um weitere Glocken ergänzt. In seiner Gesamtheit verfügt es über 74 Bronzeglocken (weltweit eines der größten Glockengeläute), darunter auch die 20 Tons (18.500 kg) schwere Pulsglocke, die derzeit größte existierende gegossene und gestimmte Glockenspiel-Glocke.

## Wanderfalkenbrutplatz
Seit 1989 brüten Wanderfalken an der Kirche.